# Leon Karliński
Leon Karliński (ur. 20 grudnia 1863 w Krakowie, zm. 23 stycznia 1943 w Krakowie) – polski urzędnik kolejowy, minister kolei żelaznych.

## Życiorys
Urodził się w rodzinie inteligenckiej Franciszka Karlińskiego i Ludmiły Lucker. W 1881 r. ukończył krakowskie gimnazjum św. Jacka. Następnie odbył jednoroczną służbę wojskową w armii austro-węgierskiej. W latach 1882–1884 przez cztery semestry studiował na Wydziale Leśnym Wyższej Szkoły Przyrodniczej w Wiedniu, lecz studiów nie ukończył. W okresie studiów był członkiem Polskiego Akademickiego Stowarzyszenia „Ognisko”. W 1884 r. rozpoczął pracę w austriackim państwowym kolejnictwie galicyjskim. Najpierw pracował na terenie Galicji Zachodniej: w okresie 1884-1885 w Podgórzu, następnie w Żywcu (1885–1886), a w latach 1886–1888 w Skawinie. W 1888 r. objął funkcję naczelnika stacji w Podgórzu- Bonarce. Trzy lata później został przeniesiony do wschodniej części zaboru austriackiego na analogiczne stanowisko w Posadzie Chyrowskiej. Pełnił je do 1898 r., kiedy to został kontrolerem ruchu w krakowskiej Dyrekcji Kolei. W 1905 r. przeniósł się do Wiednia i rozpoczął pracę w Departamencie Ruchu Ministerstwa Kolei. W 1909 r. awansował tamże na stanowisko starszego inspektora i otrzymał urzędniczy tytuł hofrata. W 1910 r. przejął w ministerstwie szefostwo Departamentu Ruchu.
Po rozpoczęciu I wojny światowej został przydzielony do organizowania kolejowych transportów mobilizacyjnych armii austro-węgierskiej. Otrzymał nominację na stanowisko dyrektora Centralnego Urzędu dla Rozdziału Wagonów. W lutym 1918 r. miał przyłączyć się do protestów, jakie zostały zorganizowane także w polskim środowisku kolejowym w związku z zawarciem przez Państwa Centralne pokoju z Ukraińską Republiką Ludową i przekazaniu jej Chełmszczyzny.
12 września 1918 r. Karliński został mianowany zastępcą Zygmunta Jasińskiego – wiedeńskiego przedstawiciela Polskiej Komisji Likwidacyjnej do spraw regulacji i rozliczeń w kwestiach kolejowych pomiędzy władzami polskimi a innymi organizmami państwowymi powstałymi na terenie byłej monarchii habsburskiej. Sprawował również funkcję delegata polskiego w Komisji Repartycyjnej.

### II Rzeczpospolita
W odrodzonej Polsce, został 3 kwietnia 1919 r. wysłany do Wiednia, aby objąć stanowisko delegata do spraw likwidacji polskich spraw kolejowych na terenie byłej monarchii habsburskiej nieobjętych polską administracją. Funkcję tę piastował do 1922 r. 4 sierpnia 1922 r. został przeniesiony na Górny Śląsk i mianowany prezesem bytomskiej Dyrekcji Kolei. Jednocześnie wszedł w skład Komitetu Naczelnego, tymczasowo administrującego kolejami górnośląskimi po obu stronach nowo wytyczonej granicy polsko-niemieckiej.
Karliński otrzymał propozycję objęcia resortu kolei żelaznych w rządzie Wincentego Witosa, którą przyjął z wahaniem, którego przyczyną było pojawienie się w spekulacjach prasowych na temat obsady ministerstwa nazwiska Andrzeja Nosowicza. 28 maja 1923 r. objął stanowisko z zastrzeżeniem o nadaniu jego misji niepolitycznego charakteru. Uważano, iż jest wspierany przez endecki Związek Ludowo-Narodowy. Jako minister działał na rzecz akcesu Polski do Międzynarodowego Związku Kolejowego, co miało korzystnie wpłynąć na podniesienie jakości funkcjonowania kolei. Dążył do rozbudowy zaplecza socjalnego i bytowego pracowników kolejowych. Zabiegał o środki na budownictwo mieszkalne dla kolejarzy. Podejmował decyzje w sprawach usprawnienia ruchu transgranicznego. Misja Karlińskiego w ministerstwie nie trwała długo, gdy 14 września 1923 r. został odwołany. Miało to związek z konfliktem, jaki zaistniał pomiędzy ministrem a częścią członków sejmowej Komisji Komunikacyjnej oraz jego działalność negatywnie oceniało kierownictwo ZLN, które zarzucało mu nieudolność w sprawowaniu funkcji szefa resortu kolei żelaznych.

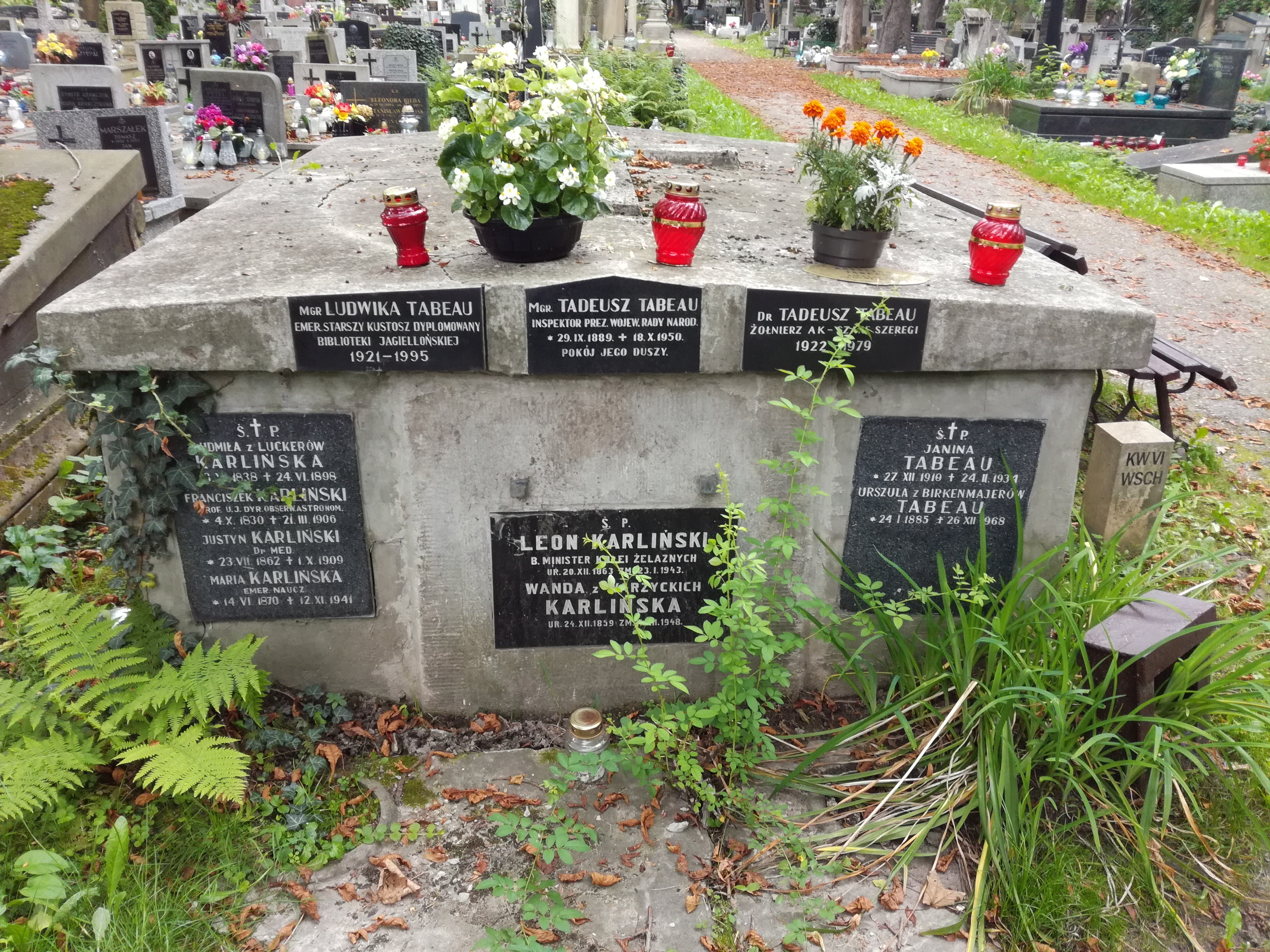
Grobowiec Karlińskich na cmentarzu Rakowickim w Krakowie

Po odejściu z rządu osiadł na stałe w rodzinnym Krakowie.

### Okres okupacji
W 1940 r. został wysiedlony ze swojego mieszkania przez niemieckiej władze okupacyjne.
Zmarł 23 stycznia 1943 r. Został pochowany na cmentarzu Rakowickim (kwatera VI, ostatnia mogiła w rzędzie wschodnim).

## Życie prywatne
W 1888 r. ożenił się z Wandą z domu Wawrzycką.

## Odznaczenia
- Krzyż Komandorski Orderu Odrodzenia Polski (2 maja 1923)[4][5]
- Krzyż Komandorski Orderu Franciszka Józefa (Austro-Węgry, 1915)[6]